# Franciszek Niemiec
Pour les articles homonymes, voir Niemiec.
Franciszek Niemiec, né le 3 mars 1950, à Gorlice, en Pologne, est un ancien joueur polonais de basket-ball.